# Metopius variegatus
Metopius variegatus är en stekelart som beskrevs av Morley 1912. Metopius variegatus ingår i släktet Metopius och familjen brokparasitsteklar. Inga underarter finns listade i Catalogue of Life.